# Daniel Felipe Ruiz
Daniel Felipe Ruiz Rivera (Bogotá; 30 de julio de 2001) es un futbolista colombiano. Juega como extremo en el CSKA Moscú de la Liga Premier de Rusia, cedido por Millonarios de la Categoría Primera A de Colombia.

## Orígenes y formación
Da sus primeros pasos por la escuela de futbol Club Deportivo Dinhos donde jugó la mayor parte de su etapa formativa, ganándose el llamado a selecciones Bogotá. Gracias a su notables actuaciones es reclutado por las divisiones menores del Deportivo Cali, donde permanecería dos años para luego regresar a Bogotá, uniéndose a las divisiones menores de Fortaleza CEIF.

## Trayectoria

### Fortaleza CEIF

#### 2018-20
El volante se une al equipo sub-20, pero al poco tiempo debuta con el primer equipo, alternando entre el primer equipo y las divisiones menores hasta su consolidación en el año 2020. El 15 de noviembre de 2020 marca su primer gol como profesional, en el empate 1-1 contra Llaneros. Su rendimiento le vale el interés de uno de los clubes más grandes del rentado nacional, Millonarios.

### Millonarios

#### 2021
El 30 de diciembre de 2020 es presentado en las redes sociales de Millonarios como nuevo jugador del equipo. Llega en condición de préstamo por un año con opción de compra.
Aparece como convocado en el debut de Millonarios en el Torneo Apertura ante Envigado F.C., partido en el cual se daría su debut, jugando los minutos finales de la victoria 1-0. Aparece nuevamente como alternativa el 1 de febrero en el partido ante Once Caldas. Al igual que en su primer partido ingresa a disputar los minutos finales de la victoria 4-3, situación que se repite en el empate 0-0 frente a Independiente Medellín. Reaparece en una convocatoria, luego de dos ausencias, en el encuentro ante el Deportivo Pasto disputado el 18 de febrero. Ingresa al minuto 90 y da una asistencia de tiro libre para que Cristian Arango marque, de cabeza, el definitivo 3-1 de la victoria. Debuta como titular en la victoria 0-2 frente a Alianza Petrolera, jugando todo el primer tiempo del partido.
Hace su primer gol para Millonarios el 20 de junio de 2021 en la final del Torneo Apertura al minuto 23 contra Deportes Tolima, el campeón fue El Vinotinto y Oro.
Él inventó una jugada llamada “La Cortes” que lo ayudó a evadir muchos jugadores en la época cuando jugaba en el club “Fortaleza CEIF”. Se trata de hacer un freno cuando lleva el balon para que el jugador rival no pueda quitarle el balon.
El 12 de septiembre de 2021 hace su primer doblete como profesional en la victoria 3-4 frente a Atlético Bucaramanga, siendo también elegido como la figura del partido. Debido a su buen desempeño, Millonarios adquiere el 80% de su pase por un valor de 350.000 dólares.

#### 2022
En febrero de 2022 es destacado por James Rodríguez, referente de la Selección de fútbol de Colombia.

"Es el número 10, ¿no? Sí, lo he visto en dos o tres partidos. Es un muchacho que tiene muchísima calidad. No puedo ver bien los partidos por acá porque son muy tarde, pero intento ver todos eso goles que hacen. Es un muchacho con calidad y futuro (...) Ojalá que le pueda ayudar mucho al fútbol colombiano y que pueda seguir por esa buena senda. A mí me gusta ver a los jugadores que tienen buen pie. Ojalá que Ruiz pueda seguir por ese camino porque el fútbol colombiano necesita jugadores de ese mismo talento"
James Rodríguez

Su primer gol del año lo marca en la fecha 7 del Torneo Apertura 2022, ante Águilas Doradas. Volvería a marcar en la fecha 11 de Liga, esta vez de penal, dándole la victoria por la mínima a Millonarios ante el Once Caldas.  Su tercer gol del año lo anota, desde el punto penal, ante América de Cali, por la fecha 14 de la Liga. Su último gol del primer semestre lo anotaría ante Atlético Nacional en el Atanasio Girardot por la fecha 2 de los Cuadrangulares semifinales de la Liga 2022. terminando así su primer semestre con 4 goles y 3 asistencias.
El 16 de julio anota su primer gol del segundo semestre, igual que el anterior, ante Atlético Nacional en el Atanasio Girardot. Por Copa Colombia anota ante Jaguares de Córdoba el segundo gol del 3-0 definitivo en el partido de ida de los octavos de final. 
Vuelve a anotar el 28 de agosto, esta vez en la visita de Millonarios al Estadio Doce de Octubre, en la cual vencería por marcador de 1-4 a Cortuluá. En esta ocasión, Ruiz anotaría el que sería registrado como el segundo gol más rápido en la historia de Millonarios, anotado a los 11 segundos del compromiso, 1 segundo más que el primer lugar, ostentado por el gol anotado por Ayron del Valle al América de Cali.

### Cesión en Santos

#### 2023 (1er. semestre)
El 7 de febrero de 2023 se confirma su vinculación al Santos de Brasil. Ruiz llega al equipo brasileño en condición de préstamo por un año con opción de compra obligatoria de acuerdo a objetivos.
Hace una buena presentación individual en Copa Sudamericana; sin ser titular aportó dos asistencias en cinco partidos a pesar de que en lo colectivo el equipo no pasó de fase de grupos.
El 4 de agosto de 2023 se anuncia su salida del equipo por una interrupción en la cesión.

### Millonarios (2.ª etapa)

#### 2023 (2do. semestre)
Tras la poca continuidad en el equipo por el entrenador Odair Hellmann a pesar de su buen rendimiento en copa internacional y en medio de una crisis institucional del Santos, Millonarios busca interrumpir la cesión de 1 año, reduciéndola a seis meses; es así como el 11 de agosto se anuncia por redes sociales la vuelta del futbolista bogotano al cuadro ‘embajador’; teniendo un destacado segundo semestre de 2023 con el equipo siendo titular acompañado de buenas presentaciones.

#### 2024
En 2024 gana su segundo título con el equipo ganando la Superliga y así empezando de buena manera la temporada con el club.

## Selección nacional

### Selección sub-20
En diciembre de 2020 es llamado a un microciclo preparatorio por el entrenador Arturo Reyes llevado a cabo entre el 7 de diciembre y el 19 de diciembre, donde también juega en un amistoso ante la selección sub-20 de Ecuador.

### Selección sub-23
Es llamado en enero de 2024 por el equipo de Colombia sub-23 dirigido por Héctor Cárdenas para jugar un par de amistosos contra la selección de República Dominicana previos al torneo Preolímpico Sudamericano Sub-23 2024 del cual también hizo parte.

### Selección absoluta
El 18 de enero de 2023 es convocado por el entrenador Néstor Lorenzo para un amistoso ante la Selección de fútbol de los Estados Unidos, siendo esta su primera convocatoria con la selección absoluta.

## Estadísticas

### Clubes
Actualizado al último partido disputado el 19 de junio de 2025.
| Club                       | Div.          | Temporada     | Liga  | Liga  | Liga   | Copas | Copas | Copas  | Internacional | Internacional | Internacional | Total | Total | Total  |
| Club                       | Div.          | Temporada     | Part. | Goles | Asist. | Part. | Goles | Asist. | Part.         | Goles         | Asist.        | Part. | Goles | Asist. |
| -------------------------- | ------------- | ------------- | ----- | ----- | ------ | ----- | ----- | ------ | ------------- | ------------- | ------------- | ----- | ----- | ------ |
| Fortaleza CEIF · Colombia  | 2.ª           | 2018          | 1     | 0     | 0      | —     | —     | —      | —             | —             | —             | 1     | 0     | 0      |
| Fortaleza CEIF · Colombia  | 2.ª           | 2019          | 6     | 0     | 0      | 4     | 0     | 0      | —             | —             | —             | 10    | 0     | 0      |
| Fortaleza CEIF · Colombia  | 2.ª           | 2020          | 12    | 1     | 8      | 4     | 0     | 0      | —             | —             | —             | 16    | 1     | 8      |
| Fortaleza CEIF · Colombia  | Total club    | Total club    | 19    | 1     | 8      | 8     | 0     | 0      | 0             | 0             | 0             | 27    | 1     | 8      |
| Millonarios · Colombia     | 1.ª           | 2021          | 44    | 4     | 7      | 1     | 0     | 0      | —             | —             | —             | 45    | 4     | 7      |
| Millonarios · Colombia     | 1.ª           | 2022          | 48    | 7     | 7      | 7     | 2     | 6      | 2             | 0             | 1             | 57    | 9     | 14     |
| Santos · (cedido) · Brasil | 1.ª           | 2023          | 9     | 0     | 0      | 6     | 0     | 0      | 4             | 0             | 2             | 19    | 0     | 2      |
| Santos · (cedido) · Brasil | Total club    | Total club    | 9     | 0     | 0      | 6     | 0     | 0      | 4             | 0             | 2             | 19    | 0     | 2      |
| Millonarios · Colombia     | 1.ª           | F-2023        | 15    | 1     | 3      | 6     | 1     | 0      | —             | —             | —             | 21    | 2     | 3      |
| Millonarios · Colombia     | 1.ª           | 2024          | 38    | 3     | 7      | 2     | 0     | 0      | 6             | 1             | 1             | 46    | 4     | 8      |
| Millonarios · Colombia     | 1.ª           | 2025          | 24    | 3     | 3      | 0     | 0     | 0      | 1             | 0             | 0             | 25    | 3     | 3      |
| Millonarios · Colombia     | Total club    | Total club    | 169   | 18    | 27     | 16    | 3     | 6      | 9             | 1             | 2             | 194   | 22    | 35     |
| Total carrera              | Total carrera | Total carrera | 173   | 16    | 32     | 30    | 3     | 6      | 12            | 1             | 4             | 215   | 23    | 45     |

### Selección nacional
| Selección         | Año               | Amistosos | Amistosos | Copa América | Copa América | Copa Mundial | Copa Mundial | Eliminatorias Mundialistas | Eliminatorias Mundialistas | Total | Total |
| Selección         | Año               | Part.     | Goles     | Part.        | Goles        | Part.        | Goles        | Part.                      | Goles                      | Part. | Goles |
| ----------------- | ----------------- | --------- | --------- | ------------ | ------------ | ------------ | ------------ | -------------------------- | -------------------------- | ----- | ----- |
| Colombia Sub-20   | 2021              | 1         | 0         | --           | --           | --           | --           | --                         | --                         | 1     | 0     |
| Colombia Sub-20   | Total             | 1         | 0         | --           | --           | --           | --           | --                         | --                         | 1     | 0     |
| Colombia Sub-23   | 2023              | 2         | 0         | 4            | 1            | --           | --           | --                         | --                         | 6     | 1     |
| Colombia Sub-23   | 2024              | 2         | 1         | --           | --           | --           | --           | 2                          | 0                          | 4     | 1     |
| Colombia Sub-23   | Total             | 4         | 1         | 4            | 1            | --           | --           | 2                          | 0                          | 10    | 2     |
| Colombia Absoluta | 2023              | 3         | 0         | --           | --           | --           | --           | --                         | --                         | 3     | 0     |
| Colombia Absoluta | Total             | 3         | 0         | --           | --           | --           | --           | --                         | --                         | 3     | 0     |
| Total en Colombia | Total en Colombia | 8         | 1         | 4            | 1            | 0            | 0            | 2                          | 0                          | 14    | 2     |

## Palmarés

### Campeonatos nacionales
| Título                | Club        | Año  |
| --------------------- | ----------- | ---- |
| Copa Colombia         | Millonarios | 2022 |
| Superliga de Colombia | Millonarios | 2024 |